# ستيفين توبولوسكي
هارولد ستيفن توبولاوسكي ( بالإنجليزية:‏ Stephen Harold Tobolowsky ‏ 30 مايو 1951، دالاس) هو ممثل أميركي في السينما والتلفزيون والمسرح، شارك في عدة أفلام.
ولد في دالاس، بتكساس وسط عائلة من أصل يهودي بولندي. تخرج من الجامعة الميثودية الجنوبية وحصل على درجة الماجستير في التمثيل من جامعة إلينوي. بعد الانتهاء من دراسته انتقل إلى لوس انجليس حيث بدأ العمل في التلفزيون والسينما في الثمانينات.

## أعماله

### أفلام
- The Philadelphia Experiment (1984) as Barney
- سبيسبولز (1987) as Captain of the Guards
- مسيسيبي تحترق (1988) as Clayton Townley
- Checking Out (1989) as Pharmacist
- Great Balls of Fire! (1989) as Jud Phillips
- In Country (1989) as Pete
- طائر فوق السلك (1990) as Joe Weyburn
- Funny About Love (1990) as Hugo
- Welcome Home, Roxy Carmichael (1990) as Mayor Bill Klepler
- The Grifters (1990) as The Jeweler
- تيلما ولويز (فيلم) (1991) as Max
- Wedlock (1991) as Warden Holliday
- غريزة أساسية (1992) as Dr. Lamott
- Memoirs of an Invisible Man (1992) as Warren Singleton
- أنثى بيضاء عازبة (1992) as Mitch Myerson
- Sneakers (1992) as Werner Brandes
- The Pickle (1993) as Mike Krakower
- يوم جراوندهوج (1993) as Ned Ryerson
- Trevor (1994) as Father Jon
- Radioland Murders (1994) as Max Applewhite
- Dr. Jekyll and Ms. Hyde (1995) as Oliver Mintz
- Murder in the First (1995) as Mr. Henkin
- رجل الوميض (1996) as Christopher Maynard
- Homeward Bound II: Lost in San Francisco (1996) as Bando (voice)
- Mr. Magoo (1997) as مكتب التحقيقات الفيدرالي Agent Chuck Stupak
- Black Dog (1998) as مكتب الكحول والتبغ والأسلحة النارية والمتفجرات Agent McClaren
- المطلع (فيلم) (1999) as Eric Kluster
- Bossa Nova (1999) as Trevor
- تذكار (فيلم) (2000) as Sammy Jankis
- Freddy Got Fingered (2001) as Uncle Neil
- Love Liza (2002) as Tom Bailey
- The Country Bears (2002) as Beary's Father
- الجمعة العجيبة (2003) as Mr. Bates
- أمن قومي (2003) as Billy Narthax
- غارفيلد: الفيلم (2004) as Happy Chapman
- Little Black Book (2004) as Carl
- Robots (2005) Voice
- Stephen Tobolowsky's Birthday Party (2005) as himself
- Pope Dreams (2006) as Carl
- مواعدة عمياء  [لغات أخرى]‏ (2006) as Dr. Perkins
- فشل الانطلاق (2006) as Bud
- National Lampoon's Totally Baked: A Potumentary (2006) as Jesco Rollins
- الخنازير البرية (2007) as Charley
- Loveless in Los Angeles (2007) as Jon Gillece
- Beethoven's Big Break (2008) as Sal
- كلينت موريس (2009) as Christopher Cox
- امرأة المسافر عبر الزمان (2009) as Dr. David Kendrick
- مدفون (2010) as Alan Davenport
- Peep World (2011) as Ephraim
- لوراكس (فيلم) (2012) as Voice of Uncle Ubb

### مسلسلات تلفزيونية
- Big Day as the Garf, eccentric father of the groom
- بافي قاتلة مصاصي الدماء, unaired pilot episode as Principal Flutie
- كاليفورنيكيشن (Season 4)
- كوميونتي as Professor Sheffield (Season 2, Ep. 20)
- Complete Savages as Mr. Frehley
- ' as Spencer Freiberg
- ' as State Attorney Don Haffman
- اكبح حماسك as Len Dunkel, Jeff's arch-conservative brother-in-law
- Deadwood as Commissioner Hugo Jarry
- ديزاينينغ وومين as Boyd (Season 1, Ep. 5)
- Dweebs as Karl
- أنتوراج (مسلسل) as the Mayor of Beverly Hills
- شبح هامس (Season 1 Ep. 16) as a doctor
- غلي (مسلسل) as Sandy Ryerson, former glee club teacher (8 episodes, 2009-11: "Pilot", "Acafellas", "Preggers", "The Rhodes Not Taken", "Wheels", "Bad Reputation", "Funk", "A Night of Neglect")
- هيروز as Bob Bishop, founder of The Company
- John From Cincinnati as Mark Lewinsky
- لاس فيغاس (Season 1 Ep. 3) as Donny Rollins, Ed Deline's cousin
- مالكوم في الوسط as Lois' boss at Lucky Aide
- Off Centre as Mike's dad
- Picket Fences (Season 1 Ep.17) as blind date
- روزويل (مسلسل) as Julius Walters
- ساينفيلد as Tor Eckman (the The Heart Attack episode)
- عرض السبعينات ذاك as عرض السبعينات ذاك professor
- ذا درو كاري شو as Judge
- The New Adventures of Old Christine as a school principal
- True Jackson, VP as Lars Balthazar, a famous cellist
- ويل وغريس as Ned (the same first name as his character in Groundhog Day)

## وصلات خارجية
- ستيفين توبولوسكي على موقع IMDb (الإنجليزية)
- ستيفين توبولوسكي على موقع روتن توميتوز (الإنجليزية)
- ستيفين توبولوسكي على موقع ألو سيني (الفرنسية)
- ستيفين توبولوسكي على موقع ميوزك برينز (الإنجليزية)
- ستيفين توبولوسكي على موقع تيرنر كلاسيك موفيز (الإنجليزية)
- ستيفين توبولوسكي على موقع أول موفي (الإنجليزية)
- ستيفين توبولوسكي على موقع قاعدة بيانات برودواي على الإنترنت (الإنجليزية)
- ستيفين توبولوسكي على موقع قاعدة بيانات الأفلام السويدية (السويدية)
- ستيفين توبولوسكي على موقع إن إن دي بي (الإنجليزية)
- ستيفين توبولوسكي على موقع ديسكوغز (الإنجليزية)
- Interview with Stephen Tobolowsky on Music Life Radio

سي اس آي: التحقيق في موقع الجريمة
سي إس آي: ميامي